# Uniejów
Uniejów este un oraș în Polonia.